# Georgiana Spencer, Condessa Spencer
Margaret Georgiana Spencer, Condessa Spencer (née Poyntz; 8 de maio de 1737 – 18 de março de 1814), foi uma filantropa inglesa. Ela nasceu no Palácio de St. James como a filha de um diplomata e de uma dama de honra de Carolina de Brandemburgo-Ansbach. Em 1755 ela se casou com John Spencer, 1.º Conde Spencer, um dos homens mais ricos da época. Um casamento por amor, resultou no nascimento de três filhos sobreviventes, incluindo Georgiana Cavendish, Duquesa de Devonshire. Os Spencers se tornaram conde e condessa em 1765, uma recompensa garantida pelo Duque de Newcastle pela lealdade de John ao Partido Whig.
Lady Spencer era uma filantropa notável, e estava em comunicação com uma ampla rede de organizações de caridade. Sua correspondência com um(a) amigo(a) representa a maior coleção privada de cartas da Biblioteca Britânica. O senhor e a senhora Spencer eram patronos generosos, e frequentemente recebiam convidados para peças e concertos em seu palacete em Londres, a Spencer House, que eles construíram em 1764.